# Dendrobium
Dendrobium és un gran gènere d'orquídies. Va ser establert per Olof Swartz l'any 1799 i actualment conté unes 1.200 espècies. Es distribueix en hàbitats diversos per gran part del sud i sud-est d'Àsia, incloent-hi les Filipines, Borneo, Austràlia, Nova Guinea, Illes Solomon i Nova Zelanda. El nom deriva del grec dendron ('arbre') i bios ('vida') i significa 'un que viu sobre els arbres' o 'epífit'. Es fan servir com a plantes d'interior.

## Descripció

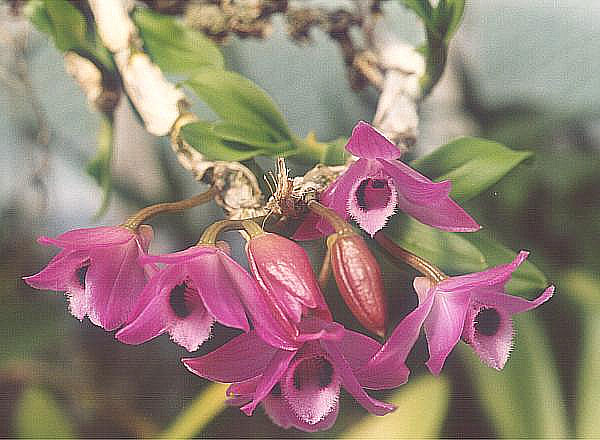
Dendrobium parishii

Les espècies de Dendrobium són epífites o ocasionalment litofítiques. S'adapten a una gran varietat d'hàbitats, des de les grans altituds de l'Himàlaia fins als boscos tropicals de terra baixa, i fins i tot als deserts australians.
Són plantes simpodials i tenen pseudobulbs, els quals poden ser petits de menys d'un cm, com en Dendrobium leucocyanum, fins a diversos metres de llargada, com en Dendrobium discolor. La inflorescència axil·lar varia en la llargada segons les espècies, des de ser insignificant fins a 1 metre de llarg, i pot portar des de poques flors fins a més de 100 (Dendrobium speciosum).
Aquestes orquídies creixen ràpidament a l'estiu, però a l'hivern entren en dormició. Normalment la reproducció n'és per les llavors.

## Algunes espècies
- Dendrobium anosmum
- Dendrobium bukidnonensis
- Dendrobium bullenianum
- Dendrobium candidum
- Dendrobium cariniferum
- Dendrobium ceraula
- Dendrobium chameleon
- Dendrobium chrysanthum
- Dendrobium conanthum
- Dendrobium crumenatum
- Dendrobium cuthbertsonii
- Dendrobium dearei
- Dendrobium erosum
- Dendrobium epidendropsis
- Dendrobium fairchildae
- Dendrobium formosum
- Dendrobium gerlandianum
- Dendrobium gibsonii
- Dendrobium hercoglossum
- Dendrobium nobile- Molt usada com a planta ornamental
- Dendrobium triflorum
- Dendrobium velutinalabrum
- Dendrobium victoriae-reginae
- Dendrobium wenzellii
- Dendrobium yeagerei